# Ben 10: Alien Force
Ben 10: Alien Force är en amerikansk-koreansk animerad TV-serie och uppföljare till serien Ben 10. Serien utspelar sig år 2010 och handlar om de två 15-åringarna Ben och Gwen, samt Bens före detta ärkefiende Kevin.